# Haley Bugeja
Haley Bugeja (* 5. Mai 2004 in Pietà) ist eine maltesische Fußballspielerin.

## Karriere

### Vereine
Bugeja debütierte in der Saison 2018/19 im Alter von 14 Jahren für den maltesischen Frauenligisten Mġarr United. Sie beendete die Saison als beste Torschützin der Liga mit 26 Treffern und wurde bei den Auszeichnungen des maltesischen Fußballverbands zur besten U-19-Spielerin und zur Spielerin des Jahres gewählt. Im darauffolgenden Jahr wurde sie erneut zur besten U-19-Spielerin und zur Spielerin des Jahres gewählt, obwohl sie mit erneut 26 Saisontoren vier weniger als die Torschützenkönigin der Saison, Loza Abera vom FC Birkirkara, erzielt hatte. In beiden Spielzeiten belegte Mġarr den zweiten Platz in der Liga, jeweils hinter Birkirkara.
Im Juli 2020 unterschrieb Bugeja einen Dreijahresvertrag mit dem italienischen Serie-A-Verein Sassuolo. Ihr Debüt für den Verein gab sie am 5. September 2020 im Alter von 16 Jahren beim 3:1-Sieg von Sassuolo gegen Neapel. In dem Spiel erzielte Bugeja das erste und dritte Tor für ihr Team.
Am 1. Juli 2022 wurde bekannt gegeben, dass Bugeja bis zum Ende der Saison 2023 bei Orlando Pride aus der National Women’s Soccer League (NWSL) unterschrieben hatte. Nach fünf Einsätzen für die Pride in allen Wettbewerben wechselte sie am 3. Juli 2023 für eine nicht genannte Summe zum italienischen Serie-A-Verein Inter Mailand.

### Nationalmannschaft
Bugeja bestritt ihr erstes Länderspiel für Malta als 14-Jährige im April 2019 bei einer 0:2-Niederlage im Freundschaftsspiel gegen Rumänien in Bukarest. Ihr erstes Tor erzielte sie im Januar 2020 bei einer 1:2-Heimniederlage im Freundschaftsspiel gegen die Türkei. Ihr erstes Pflichtspieltor erzielte sie im März 2020 beim 2:1-Heimsieg in der Qualifikationsgruppe B der UEFA-Frauen-Europameisterschaft 2022 gegen Georgien. Im November 2020 erzielte Bugeja beim 4:0-Auswärtssieg Maltas gegen denselben Gegner einen Hattrick.